# Christoffel van den Berghe

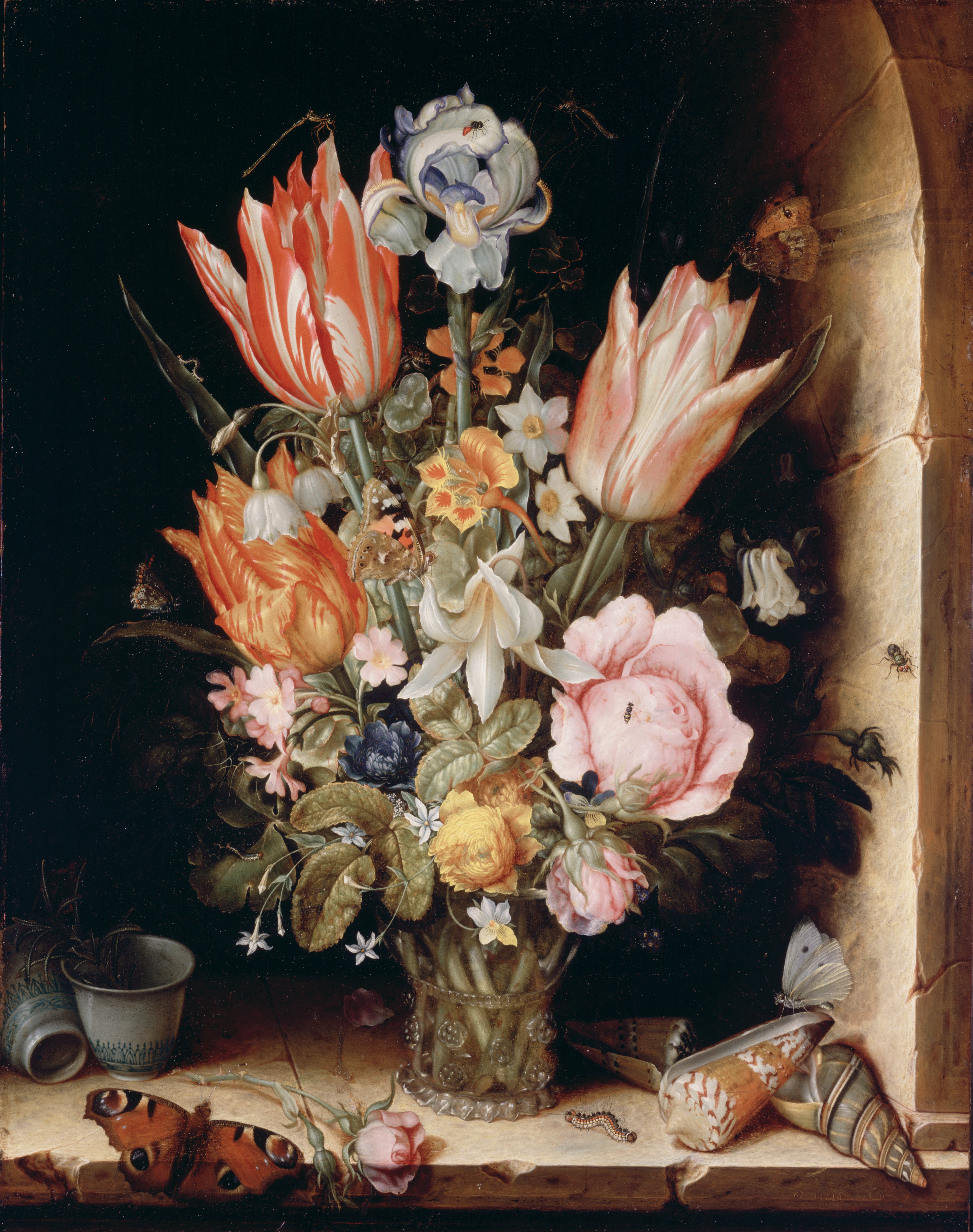
Bodegón con flores en un jarrón, 1617, Museo de Arte de Filadelfia.

Christoffel van den Berghe (usó el monograma CvB) (Sint-Maartensdijk, Zelanda c. 1588/1592-Middelburg, c. 1628/1642) fue un pintor de los Países Bajos septentrionales perteneciente a la Edad de Oro neerlandesa. Se especializó en la pintura de paisajes y bodegones de flores.

## Biografía
Se sabe muy poco acerca de van den Berghe, quien solo fue redescubierto como artista independiente en la década de 1950 cuando algunas obras anteriormente atribuidas a otros artistas se le atribuyeron nuevamente. Es posible que fuese discípulo de Ambrosius Bosschaert. El 18 de enero de 1611 contrajo matrimonio en Middelburg con  Susanneken Sadelare, fallecida en 1624. La primera obra fechada que se le conoce lleva el año 1617. En 1619 se registró en el gremio de San Lucas de Middelburg del que en 1621 fue elegido decano. En diciembre del mismo año compró una casa en la misma ciudad que todavía poseía en enero de 1628, faltando las noticias en adelante.
Johannes Goedaert, pintor de Middelburg, fue su alumno.

## Obra

Un paisaje invernal con patinadores sobre hielo y un castillo imaginario, el Museo Metropolitano de Arte, c. 1615–20

Pintó principalmente paisajes y bodegones de flores. Se conocen cuatro bodegones florales de su mano. Un bodegón de flores en el Museo de Arte de Filadelfia está firmado y fechado como 'CV BERGHE 1617'. Esta naturaleza muerta del Museo de Arte de Filadelfia muestra la influencia de Ambrosius Bosschaert (que pudo haber sido su maestro) y Roelant Savery, dos pintores de naturalezas muertas nacidos en Flandes que habían emigrado a las Provincias Unidas de los Países Bajos. Sus otras naturalezas muertas son similares, excepto la del Museo Getty, que está firmada y fechada 'Cv berghe 1624' y una naturaleza muerta del tipo vanitas con una calavera, concha y un jarrón con flores.
Un paisaje invernal del Museo Metropolitano de Arte se atribuyó anteriormente a Hendrick Avercamp, el pionero de las escenas invernales en la República Holandesa. Se asemeja a otro Paisaje invernal conservado  en el Mauritshuis de La Haya del mismo período. Los paisajes invernales recuerdan más a obras similares pintadas por Adriaen van de Venne, contemporáneo de Van den Berghe en Middelburg. Las pinturas de paisaje en Middelburg siguieron las convenciones flamencas lo que puede explicar la atribución anterior de la pintura del Mauritshuis a los paisajistas flamencos David Vinckboons y más tarde a Paul Bril. Van den Berghe pintó las figuras en sus paisajes, lo que ayuda a distinguirlo de otros artistas que a menudo usaban especialistas para esta tarea.